# 米卢斯市政厅
米卢斯市政厅（Hôtel de ville de Mulhouse）是米卢斯的一座历史建筑，文艺复兴风格，位于市中心的合并广场2号。米卢斯历史博物馆设于其内。1929年6月18日列为法国历史遗迹。

## 画廊

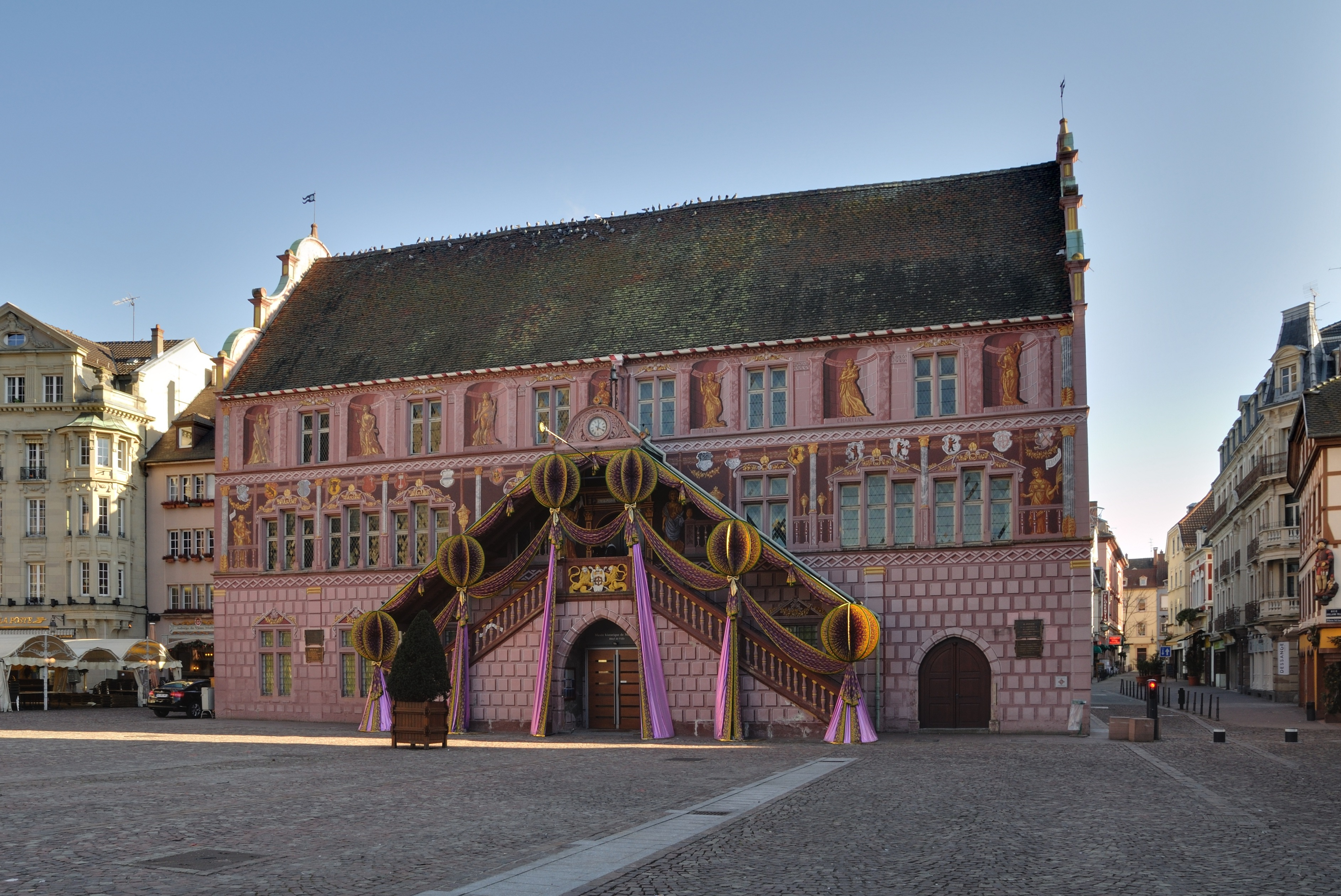
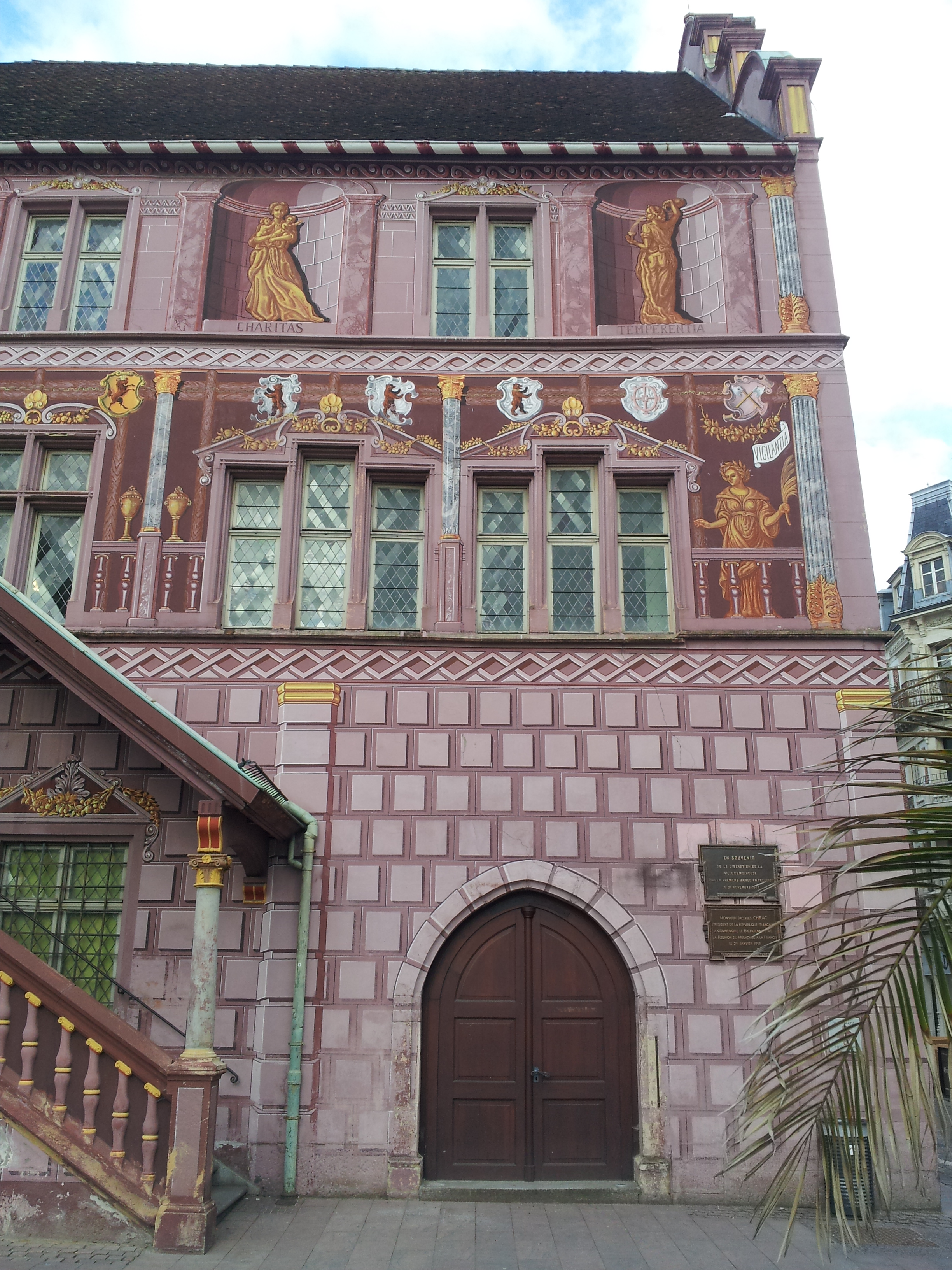
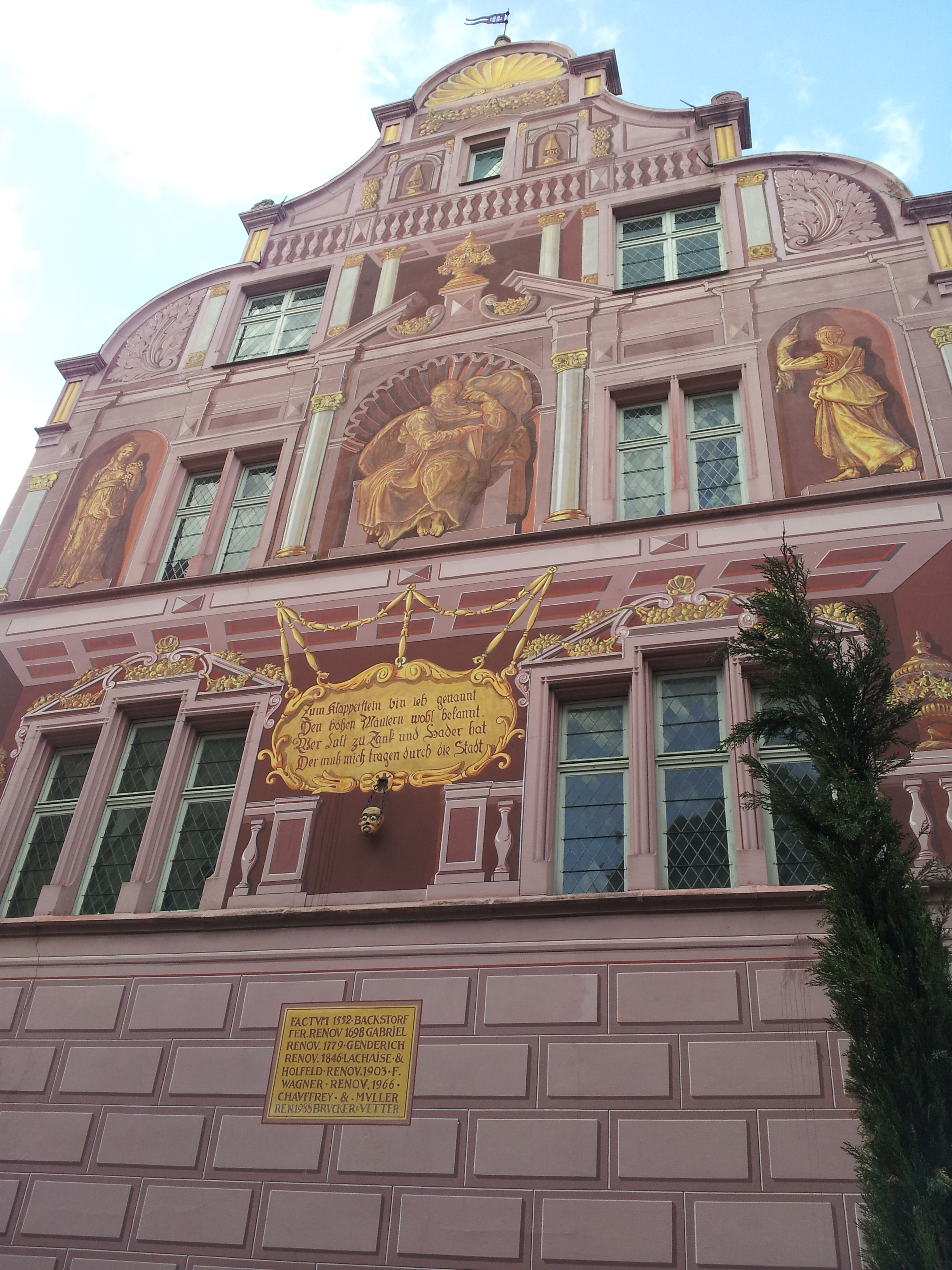
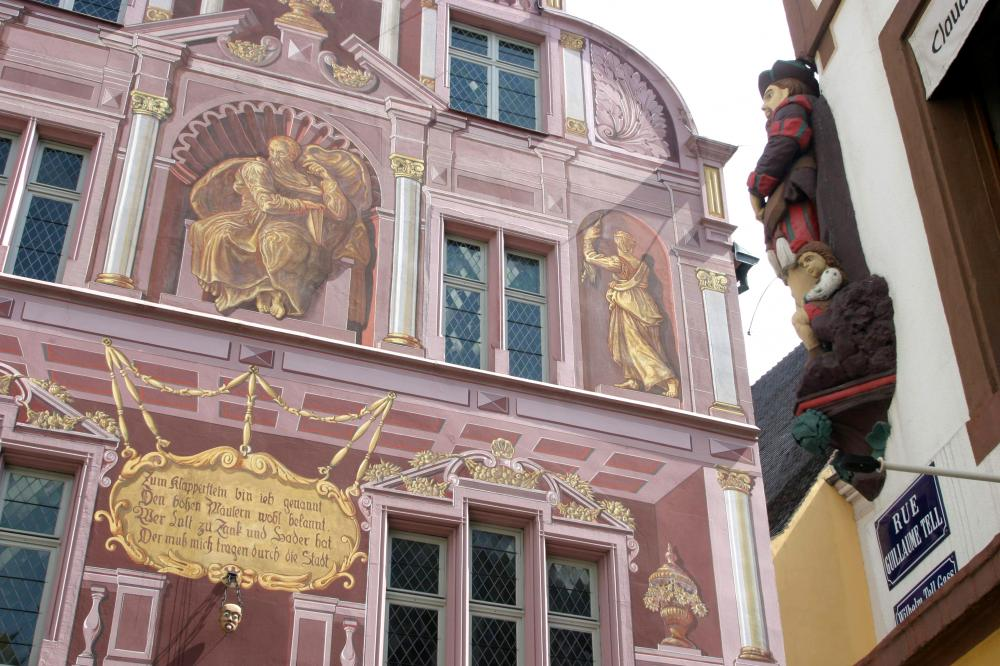
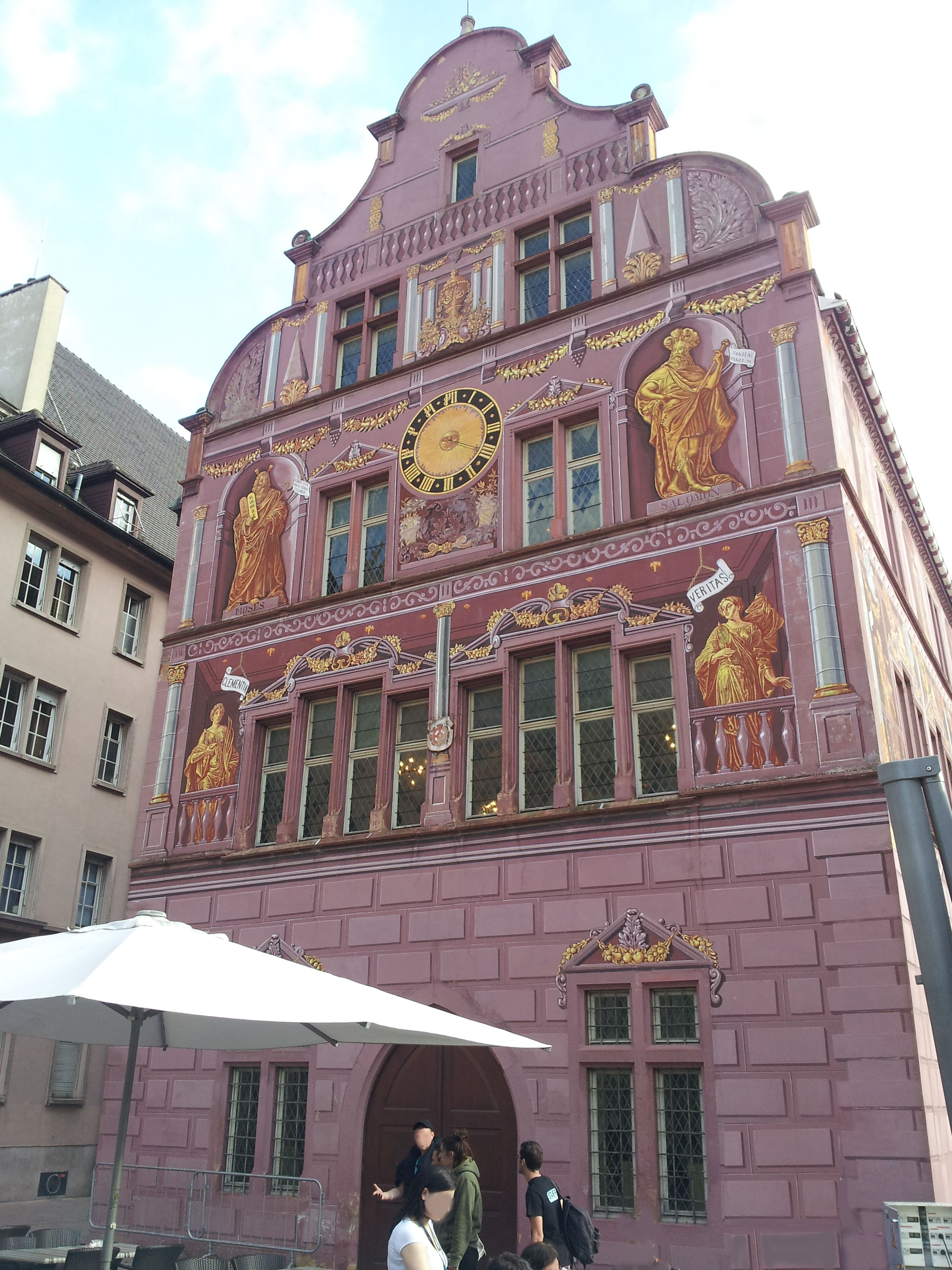
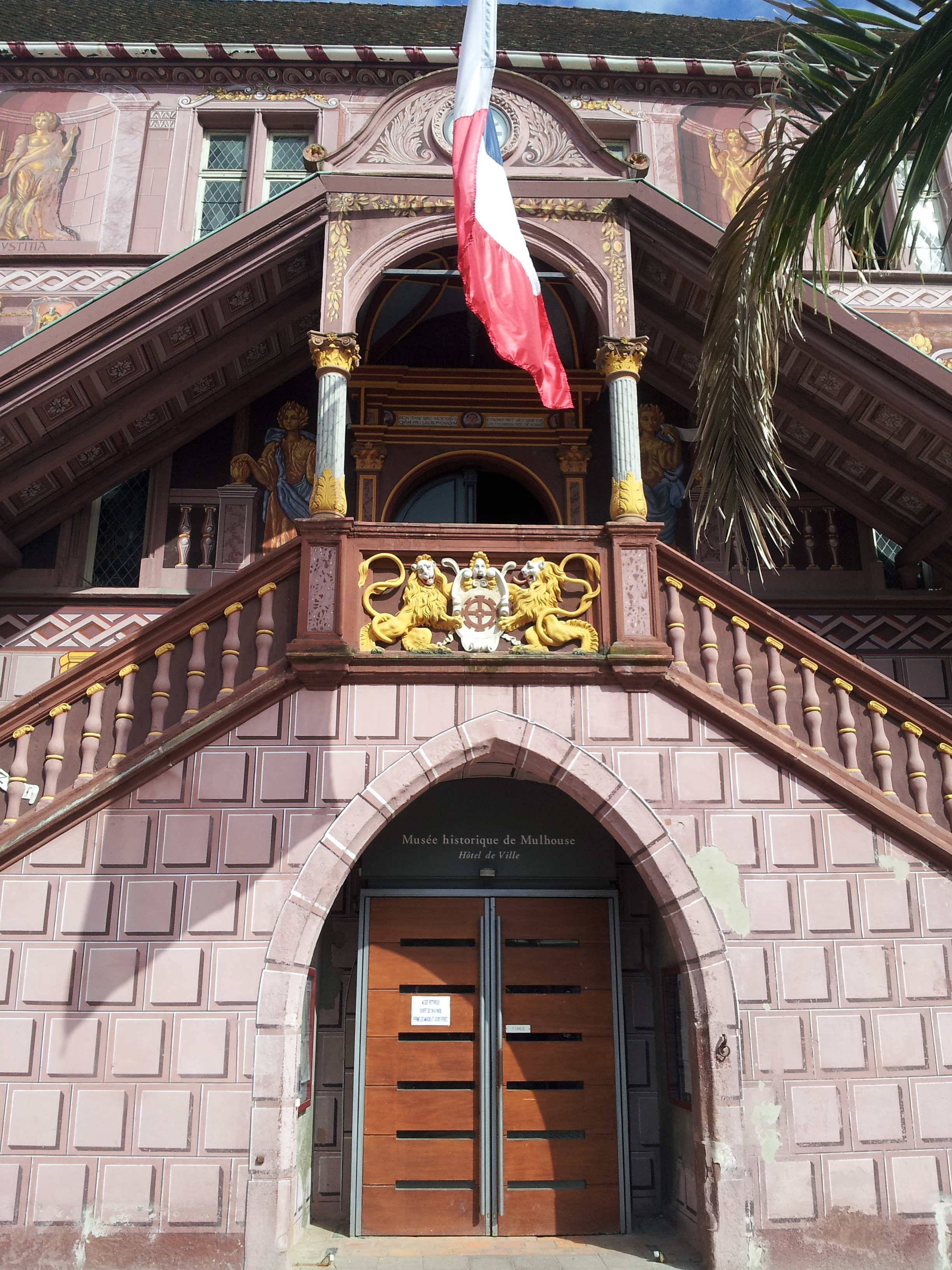
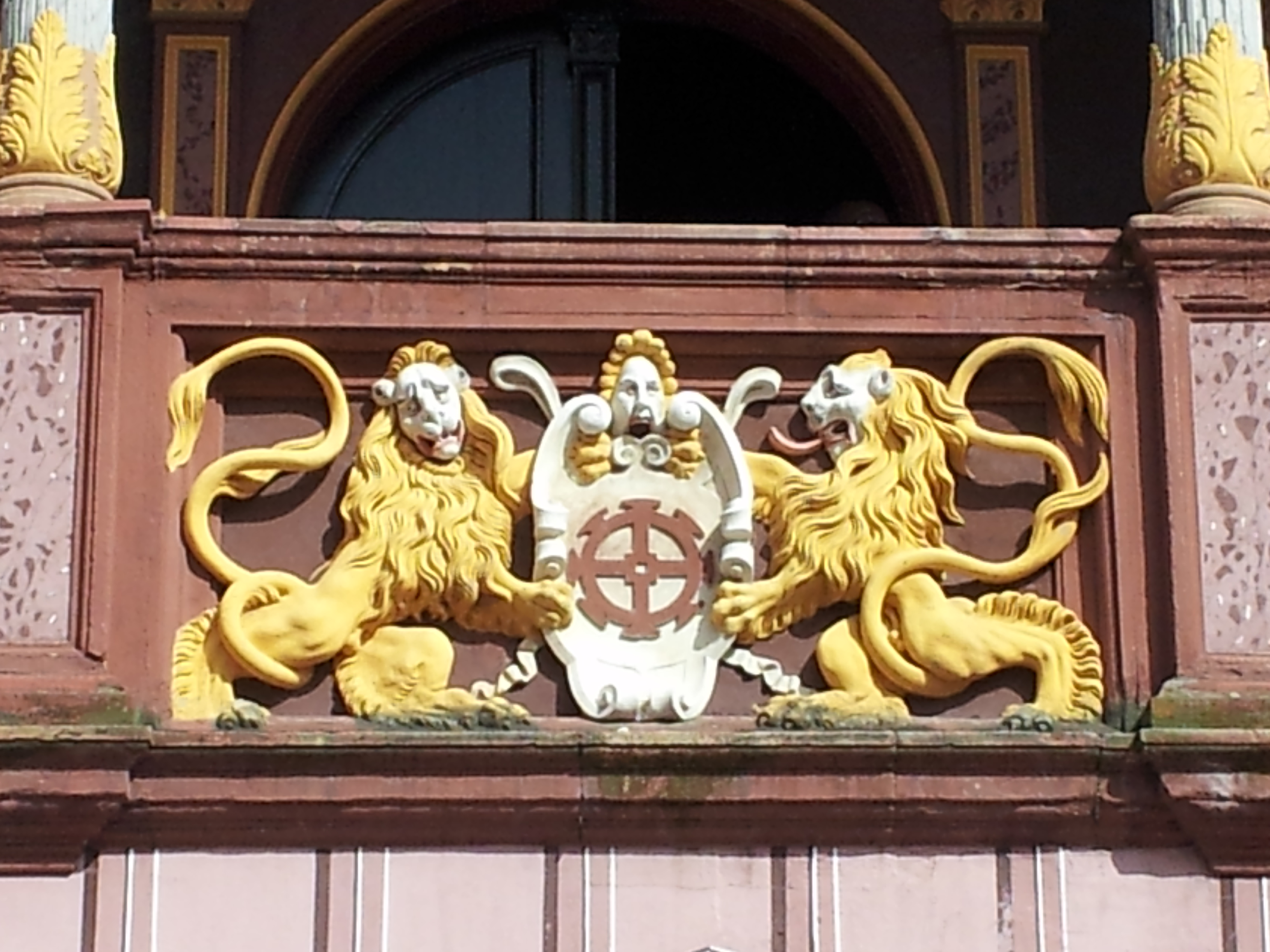
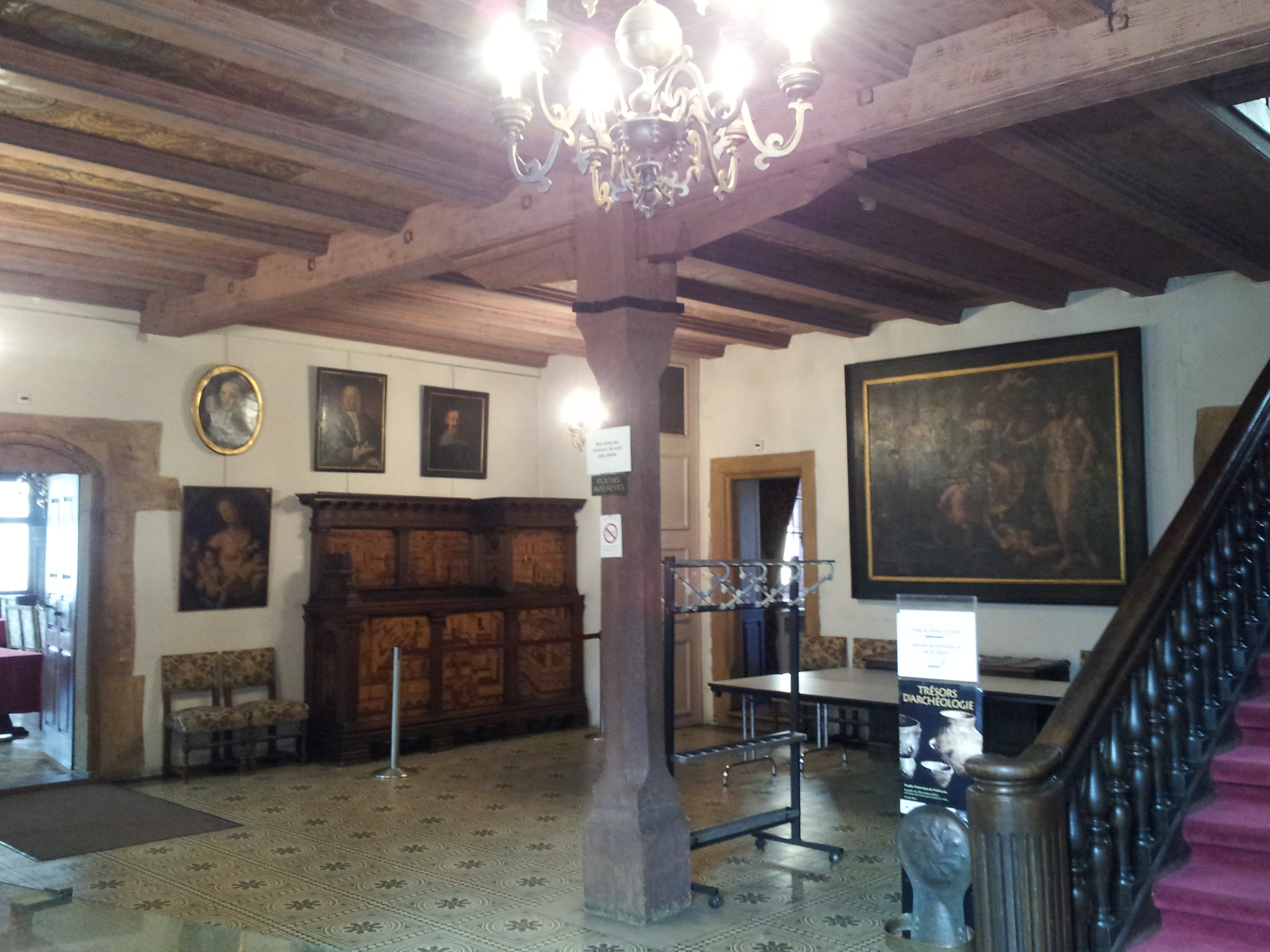
Vestibule de l'Hôtel de ville.
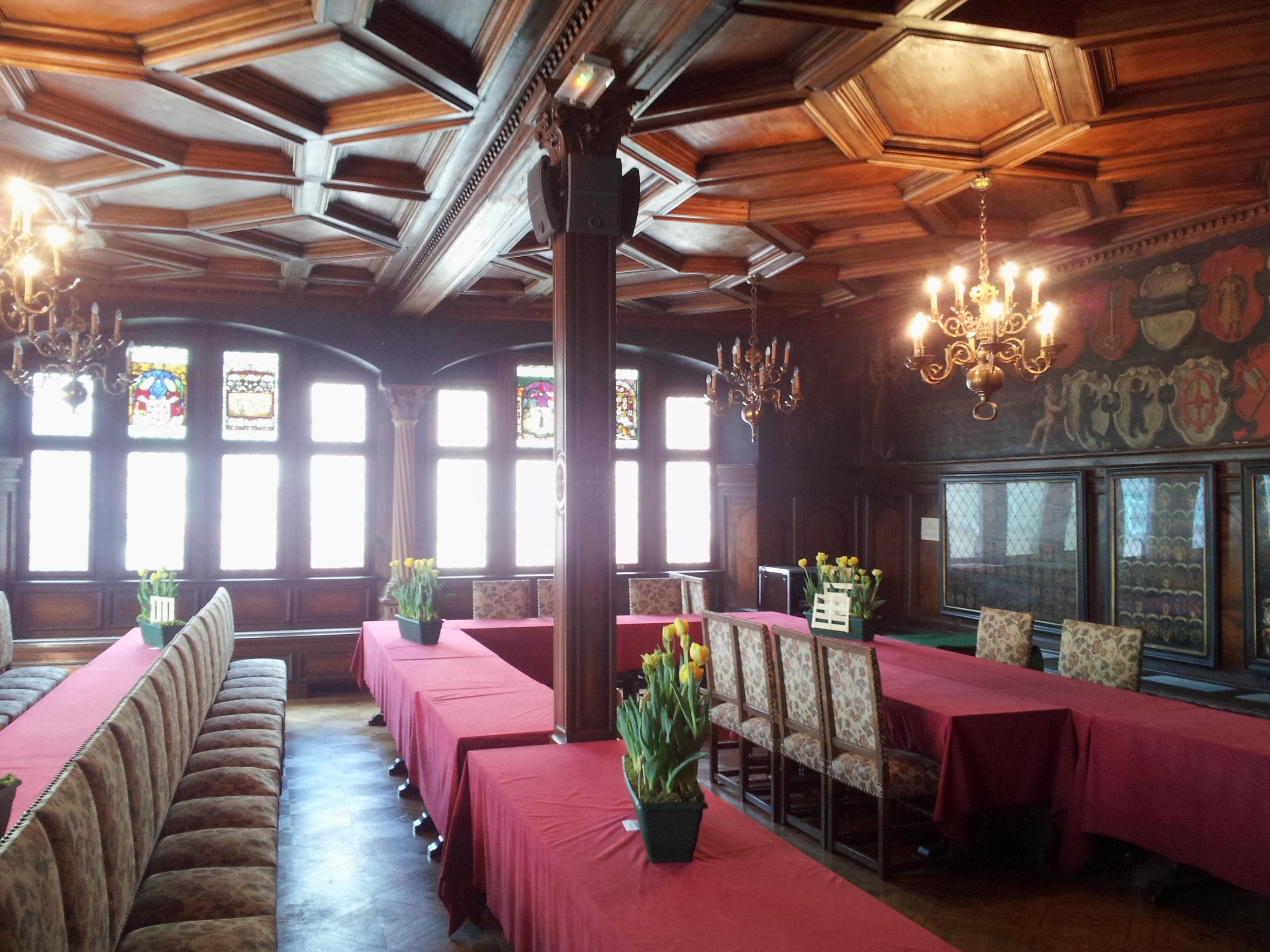
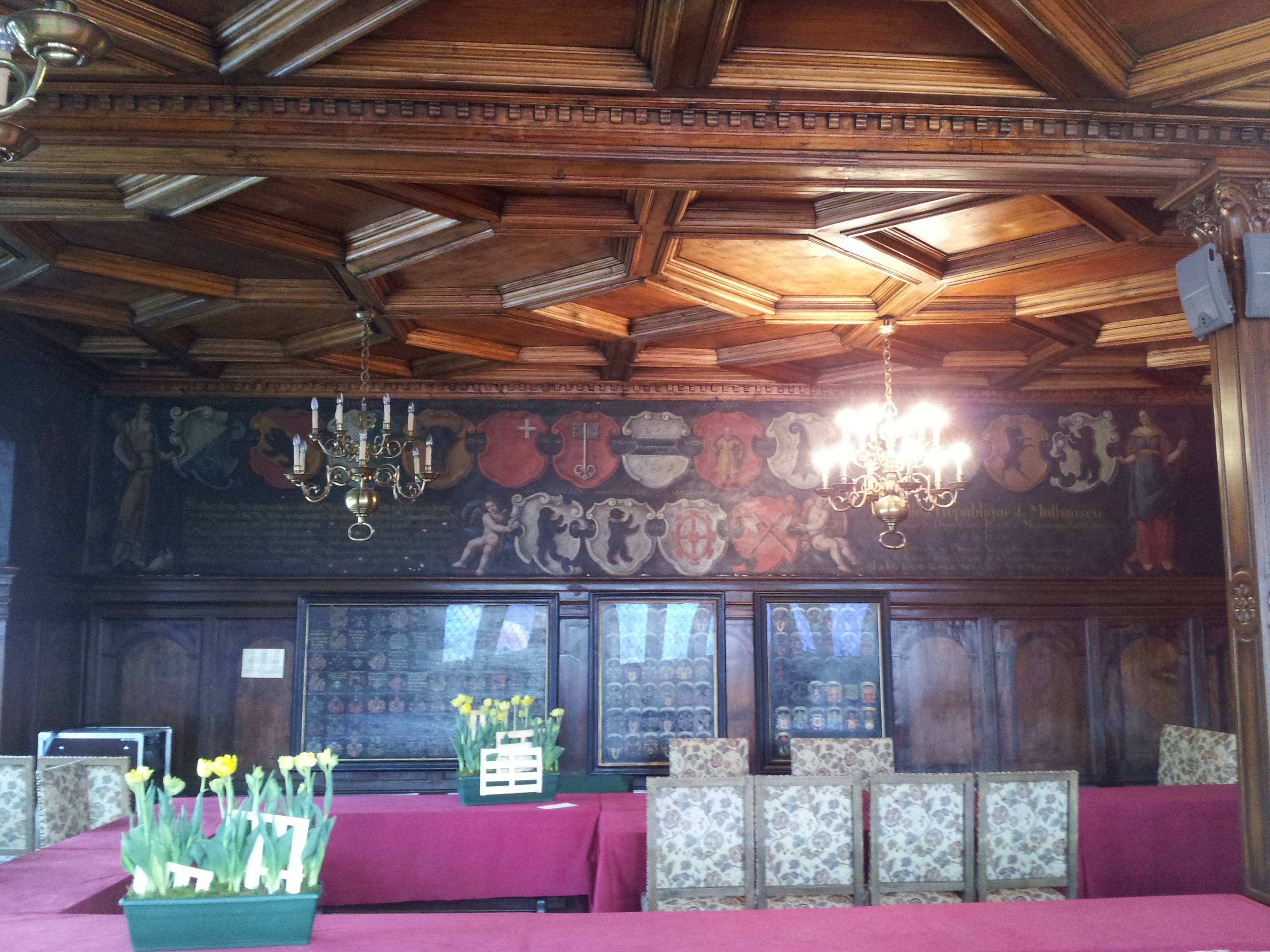
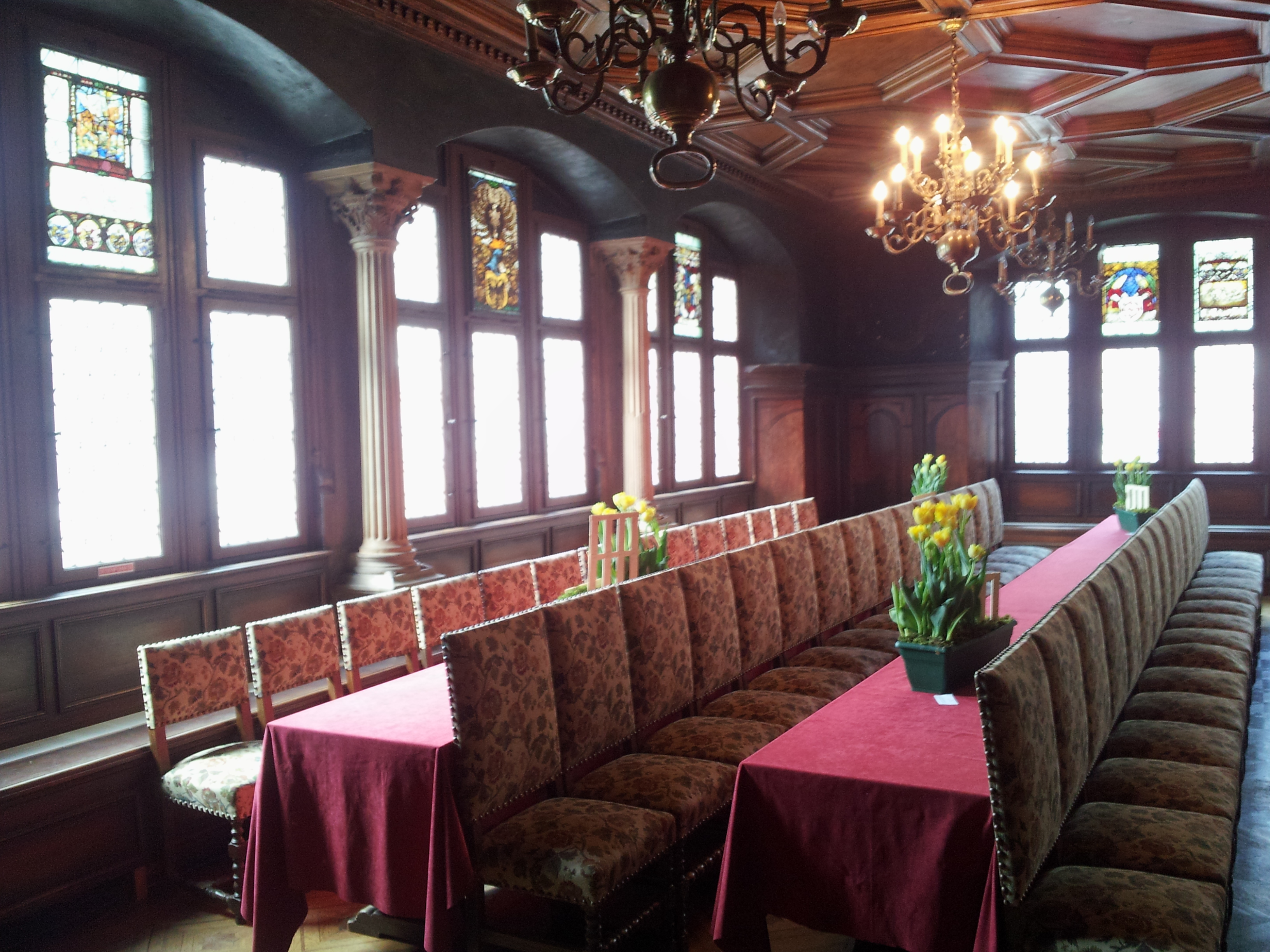
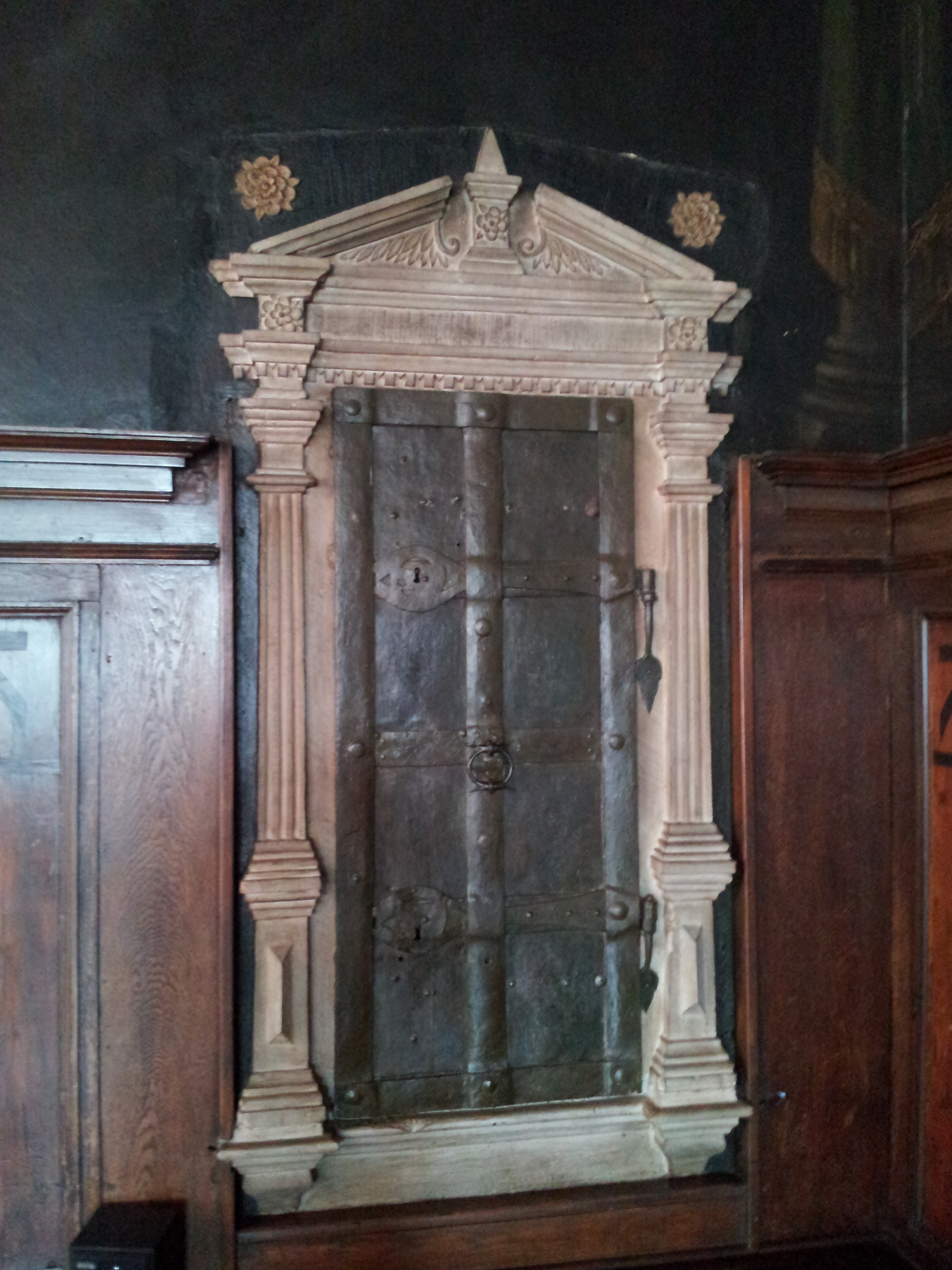
Le coffre-fort.